# In Zghmir
In Zghmir (arabisch إن زغمير) ist eine algerische Gemeinde in der Provinz Adrar mit 16.185 Einwohnern. (Stand: 2008)

## Geographie
In Zghmir wird umgeben von Zaouiet Kounta im Norden, von Tamekten im Osten, und von Sali im Süden.